# 街河市镇
街河市镇，是中华人民共和国湖北省荆州市松滋市下辖的一个乡镇级行政单位。

## 行政区划
街河市镇下辖以下地区：
街河市社区、茶市村、新星村、高阳村、牛长岭村、高峰村、东升村、雷鹰坡村、平板桥村、新生村、曙光村、苦竹寺村、白果树村、曾家坡村和文公山村。